# Сан-Фернандо-дель-Валье-де-Катамарка
Сан-Ферна́ндо-дель-Ва́лье-де-Катама́рка (исп. San Fernando del Valle de Catamarca [sam feɾˈnando ðel ˈβaʎe ðe kataˈmaɾka]), часто Катама́рка (исп. Catamarca) — город на северо-западе Аргентины и столица провинции Катамарка. Расположен на реке Рио-Валье и находится у подножия Сьерры-де-Амбато.
Город, площадью 399 км², расположен в 500 м (1640 футах) над уровнем моря, имеет население 140,741 человек (2001), с более чем 200,000 людей в пригородах, что составляет 70 % населения провинции.

## Информация о городе
Город расположен в 1130 км (702 милях) от Буэнос-Айреса. Ближайшие провинциальные столицы Ла-Риоха (в 153 км), Сан-Мигель-де-Тукуман (в 230 км) и Сантьяго-дель-Эстеро (в 209 км).
Многие паломники приходят в Сан-Фернандо-дель-Валье-де-Катамарку, чтобы посетить Церковь Девы Долины, в которой хранится статуя Nuestra Señora del Valle (Богородица Долины).
Катамарка является туристическим центром провинции, с её колониальной архитектурой, а также служит центром для многих туристических точек и экскурсий, походов, горной езды на велосипедах, верховой езды, и винных дегустаций.
В городе имеется международный аэропорт Coronel Felipe Varela, с рейсами в Ла-Риоху, Сан-Мигель-де-Тукуман и Буэнос-Айрес.

## История и политика

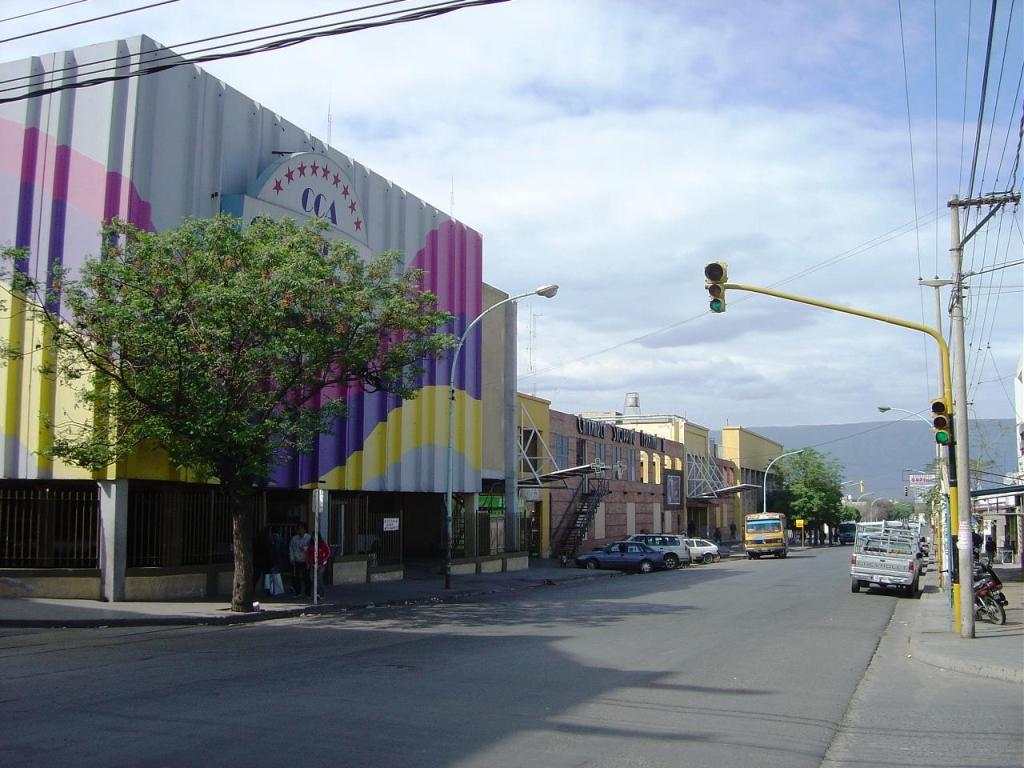
Гуэмес Авеню

Первоначальное поселение, называемое Лондон (исп. Londres), было основано здесь испанскими колонистами в 1558 году; как постоянное поселение, оно было основано ещё до 1683 года, Фернандо де-Мендосой-Мате-де-Луной. Катамарка происходит из языка Кечуа и означает «крепость на склоне».
Город в 1882 году имел население 8,000 жителей и в 1888 году обзавелся железной дорогой. Развитие города шло очень медленно, и регион оставался на низком уровне даже в середине XX века.

## Климат
Климат на всей территории города сухой континентальный, средняя годовая температура около 20 °C, средняя максимальная — 34 °C. В летнее время в течение нескольких дней температура может достигать 43 °C и в среднем минимум 5 °C в зимний период. Температура в высокогорьях может опускаться до 30 °C ниже нуля. В Валье (долине) за год выпадает мало осадков. Большинство осадков выпадает в виде снега с высоких горных вершин, которые окружают город.
| Показатель              | Янв. | Фев. | Март | Апр. | Май  | Июнь | Июль | Авг. | Сен. | Окт. | Нояб. | Дек. | Год   |
| ----------------------- | ---- | ---- | ---- | ---- | ---- | ---- | ---- | ---- | ---- | ---- | ----- | ---- | ----- |
| Абсолютный максимум, °C | 34,2 | 32,6 | 30,5 | 27,5 | 23,8 | 20,0 | 20,0 | 23,8 | 26,0 | 30,9 | 32,5  | 34,2 | 28,00 |
| Абсолютный минимум, °C  | 21,4 | 20,3 | 18,7 | 14,8 | 9,3  | 4,5  | 4,3  | 7,6  | 11,2 | 16,6 | 19,0  | 21,3 | 14,08 |
| Норма осадков, мм       | 98,6 | 82,6 | 62,4 | 25,4 | 6,0  | 3,2  | 13,9 | 5,7  | 12,1 | 29,0 | 60,1  | 59,9 | 458,9 |
| Источник:               |      |      |      |      |      |      |      |      |      |      |       |      |       |

## Экономика
Сельское хозяйство является главной экономической деятельностью Сан-Фернандо-дель-Валье-де-Катамарки; даже небольшое количество осадков необходимо для орошения земель.
Фрукты и виноград выращивают на отдельной территории недалеко от города, и здесь имеется незначительное производство вина. В другом, местная продукция включает в себя производство консервов и ручной работы над пончо.
Разведение хлопка и крупного рогатого скота является экономически важным, а также ведется добыча на шахтах Farallón Negro, Bajo de la Alumbrera и Capillitas, где добывается золото, серебро, медь и олово.